# Rock psicodélico
El rock psicodélico es un estilo de música rock que está inspirado o influenciado por la cultura psicodélica e intenta replicar y potenciar las experiencias con drogas psicodélicas que alteran la mente, siendo la más notable el LSD. A menudo utiliza nuevos efectos y técnicas de grabación y se inspira en diversas fuentes como la música folk, el free jazz, los ragas de la música india así como en la temprana música electrónica contemporánea.
Fue iniciado por músicos y bandas de rock como 13th Floor Elevators, The Beatles, The Byrds, The Yardbirds, y The Beach Boys, surgiendo como un género a mediados de la década de 1960 entre las bandas basadas en el folk psicodélico y el jazz blues en el Reino Unido y Estados Unidos. Alcanzó su punto máximo entre 1966 y 1969 con eventos hito como el Verano del Amor de 1967 y el Festival de Woodstock de 1969, y bandas y cantantes como Pink Floyd, The Doors, Jimi Hendrix, Grateful Dead, Iron Butterfly y las bandas anteriormente mencionadas, convirtiéndose en un movimiento musical internacional, y asociado a una contracultura generalizada antes de iniciar un descenso; ya que el cambio de actitudes, la pérdida de algunos individuos clave y un movimiento de volver-a-lo-básico llevaron a los músicos sobrevivientes a moverse hacia nuevas áreas musicales.
En los años 1960, había dos principales tipos de rock psicodélico: la variante caprichosa británica y la más fuerte con el rock ácido de la costa oeste de Estados Unidos. Los términos "rock psicodélico" y "rock ácido" son comúnmente usados indistinguidamente, sin embargo "rock ácido" a veces se refiere a las corrientes más extremas del género. El rock psicodélico influenció la creación del soul psicodélico y sirvió como puente en la transición del rock basado en el blues y el folk al pop progresivo, glam rock, hard rock, y como resultado ha influido en el desarrollo de subgéneros como el heavy metal. Desde finales de los años 1970 se ha reavivado en varias formas de neopsicodelia.

## Características

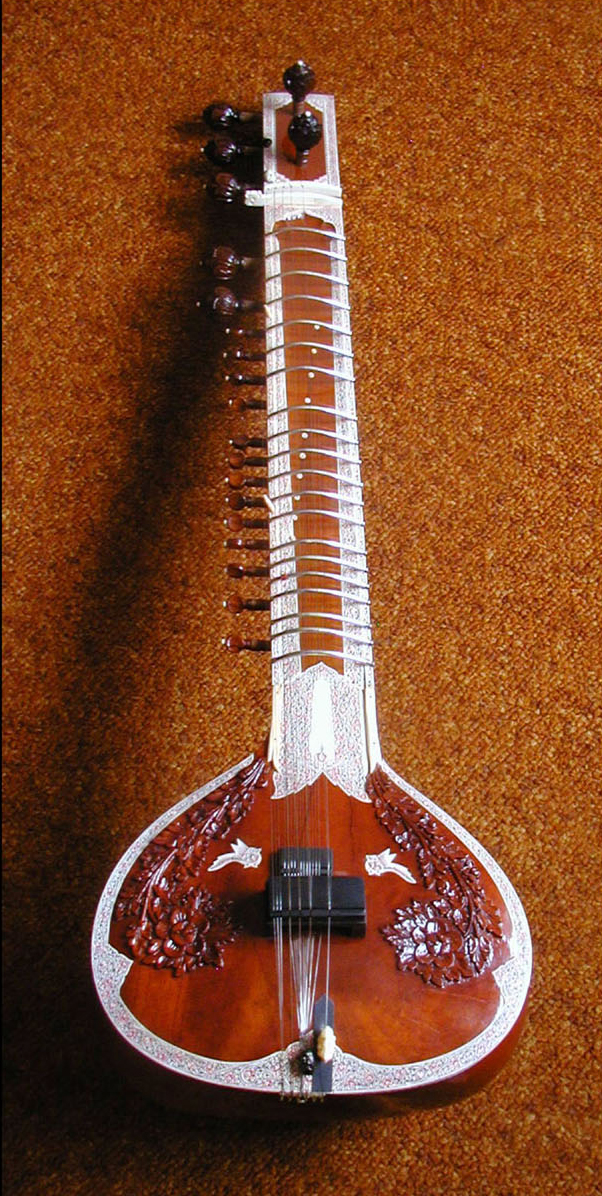
Un sitar, muy utilizado en los primeros discos del género.

Como estilo musical, el rock psicodélico intentaba replicar y potenciar los efectos de las drogas alucinógenas, incorporando nuevos efectos electrónicos y de grabación, solos extendidos e improvisación; y fue particularmente influenciado por el misticismo oriental, reflejado en el uso de instrumentación exótica, particularmente de la música india o la incorporación de elementos de la música oriental. Las principales características incluyen:
- guitarras eléctricas, a menudo utilizadas con acople, wah-wah, trémolo y saturación;[1]
- efectos de estudio elaborados, tal como backmasking, panning, phasing, largos loops y reverberación extrema, como en el álbum The Piper at the Gates of Dawn de Pink Floyd;[2]
- instrumentos no occidentales, especialmente los utilizados originalmente en la música clásica de India como el sitar y la tabla;[3]
- una fuerte presencia del teclado, especialmente órganos, clavecines, o el Mellotron (un temprano sampler de cinta);[4]
- amplios solos, especialmente de guitarra, o jams instrumentales;[5]
- complejas estructuras de canción, cambios de armadura y signatura de tiempo, melodías modales y pedales;[5]
- instrumentos electrónicos como sintetizadores y el theremín;[6][7]
- letras que hacen referencia directa o indirecta a las drogas alucinógenas, como «White Rabbit» de Jefferson Airplane o «Purple Haze» de Jimi Hendrix;[8]
- letras surrealistas, excéntricas, inspiradas en la literatura o el esoterismo.[9][10]

## Etimología y rock ácido
El término "psicodélico" fue usado por primera vez en 1956 por el psiquiatra Humphry Osmond como una opción alternativa para las drogas alucinógenas en el contexto de la psicoterapia psicodélica. Conforme la escena contracultural que se desarrollaba en San Francisco, los términos rock ácido y rock psicodélico fueron usados en 1966 para describir la nueva música influenciada por los efectos de las drogas y eran ampliamente utilizados en 1967. Los términos de rock psicodélico y rock ácido se utilizan indistintamente, pero el rock ácido puede ser distinguido como una variante más extrema, pesada y fuerte que se basa en jams largos, concentrada más directamene al LSD y con un mayor uso de distorsión.

## Historia

### Antecedentes
Desde la segunda mitad de la década de 1950, los escritores de la Generación beat como William Burroughs, Jack Kerouac y Allen Ginsberg tomaron y escribieron acerca de drogas, incluyendo el cannabis y la bencedrina, sensibilizando a las personas sobre el tema y ayudando a popularizar su uso. En el mismo periodo la dietilamida de ácido lisérgico, más conocida como LSD o "ácido" (en aquel tiempo una droga legal), comenzó a usarse en los Estados Unidos y Reino Unido como un tratamiento experimental, inicialmente promocionado como una potencial cura para las enfermedades mentales.
A principios de los años 1960 el uso de LSD y otros alucinógenos fue defendido por proponentes de la nueva "expansión de consciencia", como lo fueron Timothy Leary, Alan Watts, Aldous Huxley y Arthur Koestler. Sus textos influenciaron profundamente el pensamiento de la nueva generación de jóvenes. Los efectos sensoriales del LSD pueden incluir alucinaciones de patrones de colores, patrones geométricos que se arrastran, rastros de objetos moviéndose, sinestesia y efectos auditivos como una distorsión de sonidos similar al eco y una intensificación en general de la experiencia de la música.
A mediados de la misma década, el estilo de vida psicodélico ya se había desarrollado en California y se había desarrollado una subcultura entera. Esto era verdadero particularmente en San Francisco, debido en parte a la primera fábrica clandestina grande de LSD, establecida ahí por Owsley Stanley.
Dentro de las primeras bandas que dan atisbos de rock psicodélico tenemos a la escena de Canterbury con los Wilde Flowers, o también con el otro nombre que adquirió, Daevid Allen Trío. Posteriormente, los integrantes de estas bandas darían origen a importantes grupos como Soft Machine, Gong y Soft Heap entre otros.
En 1962, el rock británico se embarcó en una frenética carrera de ideas que se extendió por EE. UU. a causa de la llamada Invasión británica de la música rock. El entorno de la música folk también experimentó con las influencias externas. En la misma línea de la tradición jazz y blues, muchos músicos comenzaron a tomar drogas, e incluyeron referencias a éstas en sus canciones. En 1965 Bob Dylan tomo influencias de los Beatles y The Animals y trajo la instrumentación eléctrica de la música rock en su álbum Bringing It All Back Home, pero la banda de Los Ángeles The Byrds le superaron en ello con un disco sencillo (single) de una pista de un álbum suyo con rastros de psicodelia, Mr. Tambourine Man (en efecto, un "cover" de Dylan), que jugueteaba con los sonidos eléctricos y voces algo etéreas.

### Estados Unidos de América en los años 1960
La psicodelia musical dio sus primeros pasos en EE. UU. primero en el campo de grabaciones de corte experimental académico como el LP "This Is It", que hizo en 1961 el filósofo de origen inglés Alan Watts, y que contenía música ritual y evocaciones de la temática de la expansión de la conciencia. Luego en los entornos folk, con la banda neoyorkina Holy Modal Rounders introduciendo el término en 1964 en su tema "Hesitation Blues", en la línea que canta: "...I got my psychedelic feet/In my psychedelic shoes/Oh lordy momma/I got the psychedelic blues...". Una banda folk similar llamada Mother McCree's Uptown Jug Champions de San Francisco recibieron influencias de The Lovin' Spoonful, cambiando su instrumentación acústica por una eléctrica en 1965. Cambiaron su nombre por The Warlocks, toparon con los Merry Pranksters (grupo de personas interesadas en la literatura y la figura de Ken Kesey, uno de los íconos de la generación hippie) en noviembre de 1965, y cambiaron nuevamente su nombre a The Grateful Dead el mes siguiente.
Pero es 1965 cuando toma verdadera forma las características del rock psicodélico: Primero, cuando el grupo estadounidense The Charlatans (no confundir con el grupo británico creado en 1989) materializa la primera actuación de una banda bajo efectos del LSD, en su presentación en el Red Dog Saloon de Virginia City, Nevada, el 29 de junio. En menos de un mes de ese bizarro acontecimiento, el productor de entre otros, la banda surf The Rivingston, Kim Fowley, lanza en julio el primer tema rock con una clara temática referente a la experiencia psicodélica llamado "The Trip" que logró un relativo éxito. En agosto de ese mismo año, la banda contracultural neoyorkina The Fugs, hace la primera referencia explícita al LSD en la letra de una canción de rock en su "I Couldn't Get High", aunque su música no sonaba psicodélica. Los californianos The Doors tienen temas de carácter psicodélico en sus álbumes con el sabido uso de drogas de Jim Morrison, de cuya inspiración nacieron temas como "Moonlight Drive", "The End" y otros. 
Ya en 1966, California demuestra ser el mayor impulsor de la psicodelia estadounidense, con actividades psicodélicas como los Acid Test organizados por Ken Kesey y sus Merry Pranksters, el Trips Festival organizado por Stewart Brand (pionero en el concepto multimedia, y responsable de presentar la música electrónica a la generación contracultural); y sobre todo, el lanzamiento de discos fundacionales de la psicodelia, como el sencillo con toques indios "Eight Miles High" de The Byrds (febrero 1966), el barroquismo sinfónico del "Pet Sounds" de The Beach Boys, y la experimentación con coqueteos con la música concreta del "Freak Out" de The Mothers Of Invention liderado por Frank Zappa.
Bandas psicodélicas como Fifty Foot Hose y Lothar and The Hand People en California, y Silver Apples o The United States Of America, se hicieron de culto por atreverse a crear alucinantes efectos con primitivos instrumentos electrónicos, entre ellos osciladores, theremin y aparatos de radio.
- Lundborg, Patrick (2004). «Timeline of Early Psychedelia». Consultado el 2006.

## En los años 1970
Se suele mencionar que en los setenta la mayoría de las bandas psicodélicas de los sesenta que continuaron siendo activas en EE. UU. y el Reino Unido (Pink Floyd, The Pretty Things, The Society of Fleeting Mysteries, etc) dejaron atrás la psicodelia y en muchos casos mutaron hacia el estilo conocido como rock progresivo y a géneros similares (ej: The Soft Machine hacia el jazz fusión, los Camel con sus referencias al folk celta y toques de jazz rock, Yes que apareció desde miembros de bandas psicodélicas desaparecidas como Tomorrow y Syn). Hubo casos en Reino Unido y en EE. UU. en que hubo otra tendencia hacia desarrollar un estilo más convergente con lo que aparecía en el mainstream (ej: Jefferson Airplane que se transformó en la banda de rock-pop Jefferson Starship o el caso de los británicos T. Rex que mutaron desde el acid folk hacia el Glam rock con Marc Bolan). Una tercera tendencia mantuvo una perspectiva psicodélica mientras desarrollaban su sonido hacia el rock progresivo o el rock espacial (ej: Gong, Hawkwind o Arthur Brown).
En Alemania aparecieron algunas bandas con un estilo post-psicodélico y de rock progresivo muy experimental. Bandas posteriores como Kraftwerk, Neu, Faust, Can, Tangerine Dream y Amon Düül III usualmente clasificadas dentro de la etiqueta krautrock. Can mantiene una fuerte influencia psicodélica con toques de dadaísmo mientras que Tangerine Dream desarrolló el space rock (en Alemania conocida como Kozmicsche Muzik) y evolucionó en cierta forma hacia el ambient electrónico para ser en muchos casos asociada con la música New Age junto con Klaus Schulze y la llamada Escuela de Berlín.
A fines de los años setenta aparecieron bandas usualmente clasificadas dentro del nombre post-punk. Dentro de estas destacaban The Soft Boys, The Teardrop Explodes y Television Personalities; las cuales tenían una clara influencia del rock psicodélico de los sesenta.

## En los años 1980
En los años 1980 aparecieron nuevas bandas con influencias psicodélicas claras. En California especialmente pero también en otros lugares de EE. UU aparecieron bandas a las que les fue asignado el término Paisley underground y aquí destacan Green on Red, The Three O'Clock, The Dream Syndicate, Plasticland, The Secret Syde, The Inn y Lord John. En éstas la influencia de The Byrds era importante y en muchos aspectos eran cercanas al sonido conocido como Jangle pop.
En el Reino Unido en los ochenta aparecieron bandas asociadas con el término New Wave como Siouxsie And The Banshees con el álbum A Kiss in the Dreamhouse y Echo & the Bunnymen. XTC desarrolló el rock psicodélico bajo el pseudónimo The Dukes of Stratosphear. En EE. UU por otra parte, The Grateful Dead y la banda Phish siguieron dando conciertos en un estilo conocido como jam band y acompañados por fieles seguidores.
A fines de la década de la los ochenta de desarrollaría la escena rave en el Reino Unido. Allí se impuso el género de música electrónica bailable psicodélica conocido como Acid House. Este y la escena rave influenciarían a bandas de rock de sonido neo-psicodélico como The Happy Mondays, The Stone Roses y el resto de la escena conocida como Madchester, The Shamen, Nick Nicely Martin Newell con The Cleaners from Venus, The Barracudas, Mood Six, The Prisoners, Doctor and the Medics, The Cardiacs y The Brotherhood of Lizards. 
Una banda aparecería en el Reino Unido que tendría una notable influencia en bandas posteriores de psicodelia, rock espacial y noise rock, Spacemen 3, la cual fusionaba influencias del garage rock de The Stooges, la psicodelia de The 13th Floor Elevators, y el Krautrock; al mismo tiempo que tenía un explícito contenido relacionado con las drogas en sus letras.

## En los años 1990
Entre fines de los años 1980 e inicios de los años 1990, en el Reino Unido se desarrollaron dos géneros similares y conectados fuertemente por una perspectiva influenciada por la psicodelia. Por un lado está el dream pop y por otro el shoegazing. El dream pop se caracterizó por un fuerte melodicismo con tendencias texturales y letras con contenido nostálgico, agridulce, introspectivo y evocador de estados oníricos. Cocteau Twins, The Chameleons, The Sundays, The Passions, Dif Juz, Lowlife y A.R. Kane desarrollaron este sonido que en muchos casos evitaba un sonido demasiado apoyado en guitarras fuertes e incorporaba en forma importante efectos de estudio. Posteriormente aparecerían bandas con este sonido dentro de los EE. UU como, Alison's Halo, Low, Mazzy Star, Velour 100, Love Spirals Downwards, Ars Poetica y Duster and Frownland.
El shoegazing, por otro lado, es similar en temática y en el énfasis textural al dream pop pero se diferencia en el que suele recurrir a un fuerte sonido grueso de guitarras influenciadas por grupos como The Velvet Underground, Sonic Youth, Spacemen 3, Dinosaur Jr. y The Jesus and Mary Chain. Así pues destacan grupos como My Bloody Valentine, Ride, Lush, Chapterhouse, y Slowdive. My Bloody Valentine especialmente resultó ser el grupo más influyente y aclamado por la crítica al producir el álbum Loveless, que figura siempre en las listas de los mejores álbumes de los años noventa.
Bandas posteriores de psicodelia aparecieron en el Reino Unido como Kula Shaker, Ozric Tentacles, Sun Dial, The Bevis Frond, y The Magic Mushroom Band. En EE. UU. aparecieron bandas que fueron agrupadas dentro del apelativo de The Elphant 6 collective como The Apples in Stereo, of Montreal, Neutral Milk Hotel, Beulah, Elf Power, Grandaddy, Modest Mouse, The Essex Green, The Gerbils, The Ladybug Transistor y The Olivia Tremor Control. Otras bandas aclamadas con un sonido similar son The Flaming Lips y Stereolab. Estas bandas mezclaban sus influencias de la psicodelia de los sesenta con los nuevos sonidos electrónicos disponibles.
Por otro lado en el sur de California emergió un sonido en alguna forma similar al grunge debido a influencias similares como Black Sabbath, Led Zeppelin, The Stooges y MC5 así como cercano al sludge rock. Este es el género de heavy metal y rock ácido conocido como Stoner Rock en el que destacan bandas como Kyuss, Monster Magnet, Queens of the Stone Age, y Nebula, y en Argentina principalmente Los Natas. Este género se destaca por fuertes referencias a drogas psicodélicas y se lo denomina "stoner" por ser un nombre que se le suele designar en EE. UU. a los aficionados al consumo de marihuana. Así por un lado están bandas con un sonido más rock duro como Nebula y otras que aparecerían después cercanas al Doom metal como Electric Wizard y Cathedral del Reino Unido, bien por otra parte bandas de Stoner Rock más atípicas en el nuevo milenio se acercaron más a la psicodelia, ejemplos claros destacan Weird Owl, Radio Moscow, Colour Haze, Sungrazer, Earthless o Dead Meadow, bandas que destacan por largos sets de jams, uso de múltiples efectos en vivo y en estudio, letras enteógenas y el prolongado uso de Fuzz y Overdrive.

## SigloXXI

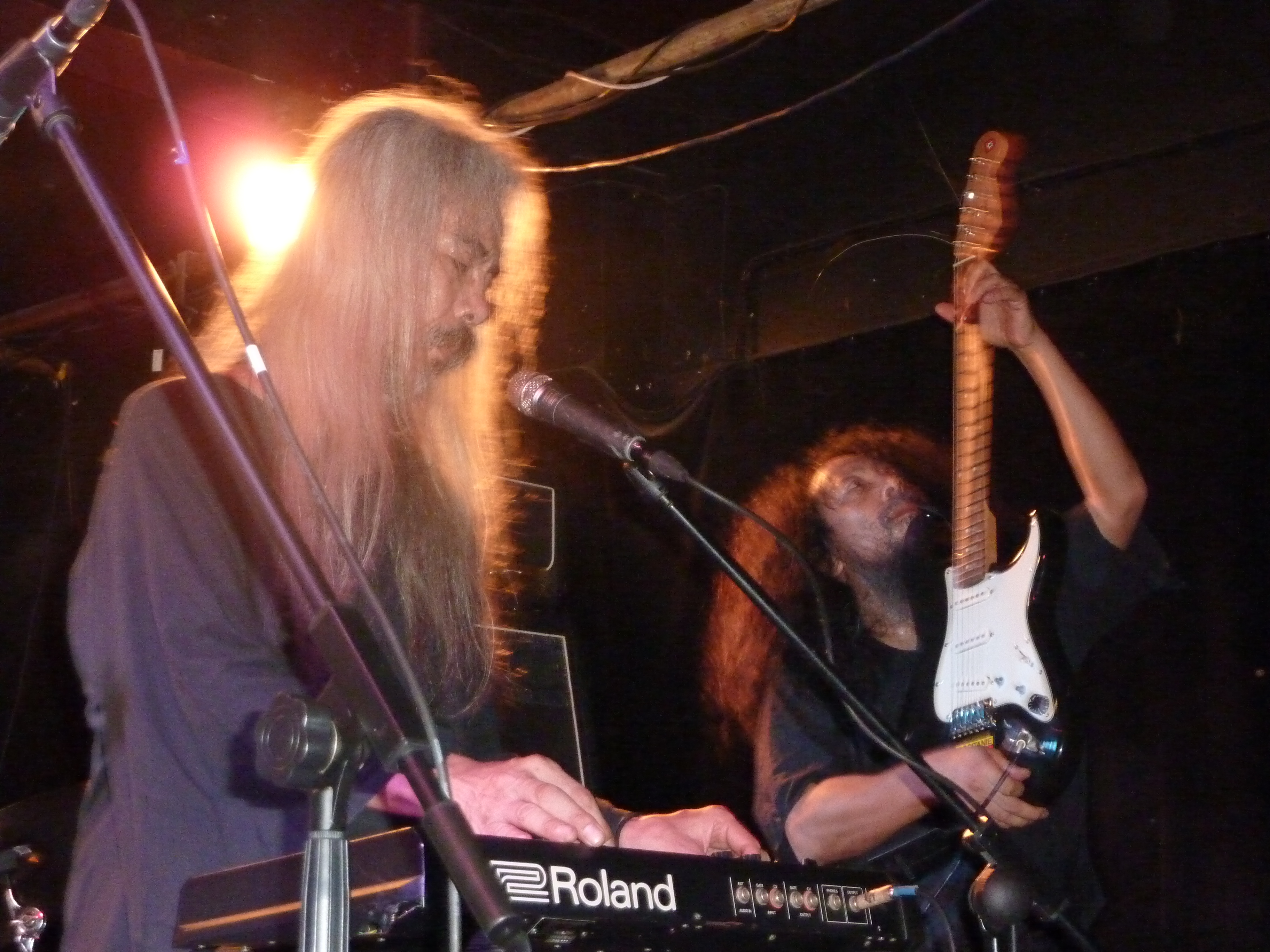
Acid Mothers Temple, Night & Day Cafe, Manchester, 2012.

Algunos de estos géneros continuaron en los años 2000 como el dream pop, el stoner rock así como bandas influenciadas o emergidas del shoegazing como Spiritualized. Por otro lado emergerían bandas de rock espacial psicodélico de larga duración y contenido improvisatorio. Así pues tenemos la banda de Filadelphia Bardo Pond la cual conjuga la influencia del dream pop y el shoegazing con la del rock espacial de bandas como Pink Floyd (los precursores) o Spacemen 3. Así mismo destaca la banda japonesa Acid Mothers Temple la cual une al rock espacial con el rock ácido con un fuerte contenido improvisatorio inspirado en Frank Zappa, Grateful Dead y Sun Ra. Otras bandas similares son SubArachnoid Space de California. Es relevante mencionar también a la banda australiana Tame Impala que a través de la creación de Kevin Parker ha introducido nuevos sonidos dentro del rock psicodélico, en varias ocasiones su sonido está considerado como neo psicodelia.
Paralelo a este desarrollo de neo-psicodelias dentro del rock se desarrolló una fuerte escena global de psicodelia electrónica bailable en los noventa conocida como la escena goa trance y psytrance. Esta escena logró concentrar un fuerte colectivo neo-hippie en muchos casos mayor al que concentraban las tendencias de rock psicodélico de los noventa y 2000. Por otra parte neo-hippies también tendieron a seguir la escena de las jam bands como The Grateful Dead y Phish. The Grateful Dead dejó de existir a fines de los noventa en mucho debido a la muerte de Jerry García. También alcanzaron notoriedad reciente la banda MGMT con su disco Oracular Spectacular.
En los años 2000 tomarían fuerza denominaciones como noise rock y post-rock. Estos géneros suelen tener fuertes componentes electrónicos y tendencias hacia la atonalidad y la disonancia influenciados por bandas como Spacemen 3, My Bloody Valentine, Sonic Youth, Pere Ubu, e inclusive la música ambiental contemporánea y el avant-garde electrónico de la música clásica contemporánea. Dentro de estas bandas podríamos considerar a bandas con tendencias psicodélicas como Animal Collective, y CocoRosie. En este milenio, se empezaron a recordar grupos de rock psicodélico como Pink Floyd. También a principios de los años 2010, muchos artistas y bandas de música indie comenzaron a fusionar dicho género con el rock y el pop psicodélico, tales como Lana del Rey, Halsey o los reconocidos Linkin Park. 
En Latinoamérica encontramos exponentes del género como el conglomerado argentino/peruano TLÖN, liderado por Christian Van Lacke, la Patrulla espacial y La Manzana Crómática Protoplasmática (Argentina), Nubosidad Parcial (Chile), La Máquina Camaleón (Ecuador) además de La Ira de Dios, The Dead-End Alley Band, Cholo Visceral, Los Silver Mornings y Spatial Moods (Perú), quienes fueran editados en formato vinilo, CD y compilatorios por sellos europeos como G.O.D Records, Tonzonen Records y Nasoni Records, y Los Niños Telepáticos que son parte de la nueva sicodelia en Bogotá "Estalle Bogotano" (Colombia). En Argentina a partir del 2010 estalla el indie rock y el indie pop influenciados por el dream pop, la neopsicodelia y figuras nacionales claves del rock argentino en los años 1970 como Luis Alberto Spinetta, con bandas como Perras on the Beach, Usted Señalemelo, Mí Amigo Invencible, Bandalos Chinos, Luca Bocci, entre muchas más. 
Cabe resaltar que estos grupos han surgido como parte de la creciente escena "Nueva Psicodelia Latinoamericana" de los últimos años. [1]